# 沈牧
沈牧（？年—？年），江蘇通州如臯縣人，由監生遵豫工事例捐納知州，廣安知州，乾隆三十三年正月署四川順慶府岳池縣知縣。是一位政治人物，明清時曾在四川順慶府岳池縣（位於今四川東北部，武周萬歲通天二年分南充、相如二縣置，是一個千年古縣）擔任官吏。